# Iben Hesseldal
Iben Hesseldal Hansen (født 23. januar 2000 i Assen) er en dansk håndboldspiller, der spiller for DHG Odense i den andenbedste danske håndboldrække 1. division.
Hun har optrådt for det danske U/17-landshold, hvor hun nåede at spille 9 officielle U-landskampe. Hun deltog ligeledes også ved European Youth Olympic Festival i 2017 i Győr, hvor Danmark vandt bronze i håndbold.
Hun skrev i februar 2020 kontrakt med Odense Håndbold som direkte erstatning for den hollandske stjerne Tess Wester. I klubben spillede hun i to omgange, lige så vel som DHG Odense i tre omgange på både senior- og ungdomsniveau.